# Bernardo Pizzorno
Bernardo Pizzorno (Varazze, 22 dicembre 1861 – La Spezia, 6 agosto 1926) è stato un vescovo cattolico italiano.

## Biografia
Nato a Casanova frazione di Varazze (dove gli è stata dedicata una via) il 22 dicembre 1861 da Antonio e Angela "Moê Geinin" Codino, fu dapprima professore nel seminario interdiocesano di Savona e parroco di Albissola (oggi Albisola Superiore), per divenire in seguito canonico della cattedrale di Savona e, dal 1906, vicario generale della diocesi di Savona e Noli.
Il 29 aprile 1909 fu nominato vescovo ausiliare dell'arcivescovo di Sassari, titolare di Comana di Armenia, da papa Pio X e il 14 novembre 1911 divenne vescovo di Crema, subentrando al defunto Ernesto Fontana. Come il suo predecessore, ebbe molto a cuore il giovane Lodovico Longari, cui conferì suddiaconato e diaconato, che ordinò sacerdote nella basilica di Santa Maria della Croce il 18 agosto 1912 e che volle accanto a sé come segretario fino al 22 gennaio 1915, quando il futuro servo di Dio lasciò Crema per entrare nella Congregazione dei Sacramentini. Analogamente al vescovo Fontana, seguì le indicazioni del cardinale di Milano Andrea Carlo Ferrari per una repressione piuttosto blanda dei modernisti cremaschi, nonostante le direttive opposte del cardinale Gaetano De Lai, segretario della Congregazione concistoriale.
Il 6 dicembre 1915 rinunciò all'incarico pastorale per gravi motivi di salute e nella stessa data fu nominato vescovo titolare di Flaviopoli.
Nel 1921 Benedetto XV gli affidò la diocesi di Luni-Sarzana e Brugnato, dove promosse l'Azione Cattolica e si sforzò di restaurare ciò che era stato danneggiato dal terremoto del settembre 1920, cercando di ottenere sovvenzioni governative.
Cagionevole di salute, nell'estate del 1926, durante la visita pastorale in alcune parrocchie montane, si ammalò e morì poco dopo, il 6 agosto. Fu tumulato nella cattedrale di Sarzana.
Fu l'ultimo vescovo residenziale di Sarzana; dopo di lui, la sede vescovile venne trasferita a La Spezia e il relativo titolo fu assunto dal successore Giovanni Costantini

## Genealogia episcopale e successione apostolica
La genealogia episcopale è:
- Cardinale Scipione Rebiba
- Cardinale Giulio Antonio Santori
- Cardinale Girolamo Bernerio, O.P.
- Arcivescovo Galeazzo Sanvitale
- Cardinale Ludovico Ludovisi
- Cardinale Luigi Caetani
- Cardinale Ulderico Carpegna
- Cardinale Paluzzo Paluzzi Altieri degli Albertoni
- Papa Benedetto XIII
- Papa Benedetto XIV
- Papa Clemente XIII
- Cardinale Marcantonio Colonna
- Cardinale Giacinto Sigismondo Gerdil, B.
- Cardinale Giulio Maria della Somaglia
- Cardinale Carlo Odescalchi, S.I.
- Cardinale Costantino Patrizi Naro
- Cardinale Lucido Maria Parocchi
- Cardinale Andrea Carlo Ferrari
- Vescovo Giuseppe Salvatore Scatti
- Vescovo Bernardo Pizzorno

La successione apostolica è:
- Vescovo Salvatore Scanu (1909)